# 千葉県道301号東金山田台線

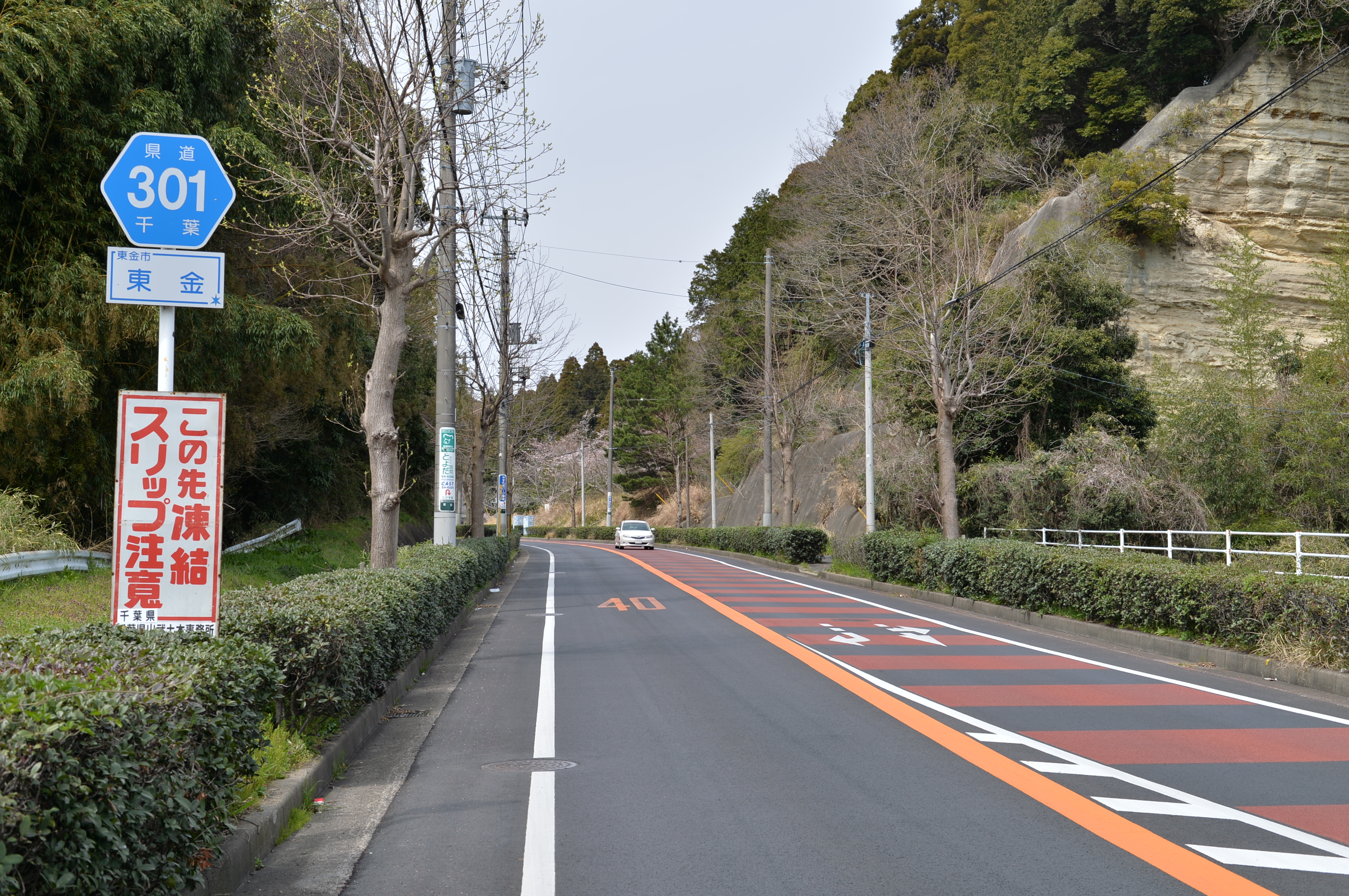
千葉県道301号東金山田台線
東金市東金（2015年3月）

千葉県道301号東金山田台線（ちばけんどう301ごう とうがねやまだだいせん）は、千葉県東金市と八街市を結ぶ一般県道。

## 概要
- 起点：東金市田間 片貝県道入口交差点（千葉県道119号東金源線・千葉県道214号東金停車場線接続）
- 終点：八街市山田台 山田台三差路交差点（国道126号接続）

## 路線状況

### 重複区間
- 国道409号（東金市 東金市滝交差点 - 八街市滝台 滝台交差点）
- 東金御成街道（東金市油井 - 同市 滝）

## 地理

### 通過する自治体
- 千葉県
  - 東金市 - 八街市

### 交差する道路
- 千葉県東金市
  - 千葉県道119号東金源線・千葉県道214号東金停車場線（東金市田間、片貝県道入口交差点）
  - 国道409号（東金市滝、東金市滝交差）
- 千葉県八街市
  - 国道409号（八街市滝台、滝台交差点）
  - 圏央道※立体交差
  - 国道126号（八街市山田台、山田台三差路）

### 沿線
- 東金文化会館（東金市八坂台）
- ときがね湖（東金市松之郷）
- 桜ヶ池（東金市日吉台）
- 楓ヶ池（東金市日吉台）
- 東金市立北中学校（東金市日吉台）
- 東金市立日吉台小学校（東金市日吉台）
- 東千葉カントリー倶楽部（東金市油井）
- 千葉県立東金高等技術専門校（東金市油井）
- 八街市立二州小学校（八街市山田台）